# Olympische Winterspiele 2022/Teilnehmer (Österreich)
| Gelbes Symbol für Goldmedaillen mit stilisierten Olympischen Ringen | Graues Symbol für Silbermedaillen mit stilisierten Olympischen Ringen | Braundes Symbol für Bronzemedaillen mit stilisierten Olympischen Ringen |
| ------------------------------------------------------------------- | --------------------------------------------------------------------- | ----------------------------------------------------------------------- |
| 7                                                                   | 7                                                                     | 4                                                                       |

Österreich nahm an den Olympischen Winterspielen 2022 in Peking mit 105 Athleten, darunter 41 Frauen und 64 Männer, in zwölf Sportarten teil. Es war die 24. Teilnahme des Landes an Olympischen Winterspielen. Als Fahnenträger bei der Eröffnung wurden Julia Dujmovits und Benjamin Maier ausgewählt.

## Medaillen

### Medaillenspiegel
| Rang   | Sportart              | Gold | Silber | Bronze | Gesamt |
| ------ | --------------------- | ---- | ------ | ------ | ------ |
| 1      | Ski Alpin             | 3    | 3      | 1      | 07     |
| 2      | Snowboard             | 3    | 1      | —      | 04     |
| 3      | Skispringen           | 1    | 1      | —      | 02     |
| 4      | Rennrodeln            | —    | 2      | 1      | 03     |
| 5      | Skilanglauf           | —    | —      | 1      | 01     |
| 5      | Nordische Kombination | —    | —      | 1      | 01     |
| Gesamt | Gesamt                | 7    | 7      | 4      | 18     |

### Medaillengewinner
| Name/n                                                                                                  | Sportart              | Wettkampf                     | Datum       |
| --- | --------------------- | ----------------------------- | ----------- |
| Gold |                       |                               |             |
| Matthias Mayer                                                                                          | Ski Alpin             | Super-G                       | 08. Februar |
| Benjamin Karl                                                                                           | Snowboard             | Parallel-Riesenslalom         | 08. Februar |
| Johannes Strolz                                                                                         | Ski Alpin             | Alpine Kombination            | 10. Februar |
| Alessandro Hämmerle                                                                                     | Snowboard             | Snowboardcross                | 10. Februar |
| Stefan Kraft Daniel Huber Jan Hörl Manuel Fettner                                                       | Skispringen           | Mannschaft                    | 14. Februar |
| Anna Gasser                                                                                             | Snowboard             | Big Air                       | 15. Februar |
| Katharina Liensberger Katharina Truppe Katharina Huber Johannes Strolz Stefan Brennsteiner Michael Matt | Ski Alpin             | Mannschaftswettbewerb         | 20. Februar |
| Silber                                                                                                  |                       |                               |             |
| Manuel Fettner                                                                                          | Skispringen           | Normalschanze                 | 06. Februar |
| Wolfgang Kindl                                                                                          | Rennrodeln            | Einsitzer                     | 06. Februar |
| Daniela Ulbing                                                                                          | Snowboard             | Parallel-Riesenslalom         | 08. Februar |
| Katharina Liensberger                                                                                   | Ski Alpin             | Slalom                        | 09. Februar |
| Madeleine Egle Wolfgang Kindl Thomas Steu/Lorenz Koller                                                 | Rennrodeln            | Team-Staffel                  | 10. Februar |
| Mirjam Puchner                                                                                          | Ski Alpin             | Super-G                       | 11. Februar |
| Johannes Strolz                                                                                         | Ski Alpin             | Slalom                        | 16. Februar |
| Bronze                                                                                                  |                       |                               |             |
| Teresa Stadlober                                                                                        | Skilanglauf           | 15 km Skiathlon               | 05. Februar |
| Matthias Mayer                                                                                          | Ski Alpin             | Abfahrt                       | 07. Februar |
| Lukas Greiderer                                                                                         | Nordische Kombination | Gundersen Normalschanze/10 km | 09. Februar |
| Thomas Steu/Lorenz Koller                                                                               | Rennrodeln            | Doppelsitzer                  | 09. Februar |

## Teilnehmer nach Sportarten

### Biathlon
| Athleten                                                | Wettbewerbe         | Zeit        | Fehler         | Rang |
| ------------------------------------------------------- | ------------------- | ----------- | -------------- | ---- |
| Frauen                                                  |                     |             |                |      |
| Lisa Hauser                                             | 7,5 km Sprint       | 21:31,6 min | 0 (0+0)        | 4    |
| Lisa Hauser                                             | 10 km Verfolgung    | 36:56,7 min | 2 (0+0+1+1)    | 7    |
| Lisa Hauser                                             | 12,5 km Massenstart | 42:07,6 min | 4 (0+1+1+2)    | 11   |
| Lisa Hauser                                             | 15 km Einzel        | 46:36,0 min | 3 (0+1+1+1)    | 17   |
| Katharina Innerhofer                                    | 7,5 km Sprint       | 22:26,4 min | 2 (0+2)        | 21   |
| Katharina Innerhofer                                    | 10 km Verfolgung    | 38:24,7 min | 3 (0+0+1+2)    | 22   |
| Katharina Innerhofer                                    | 12,5 km Massenstart | 42:42,7 min | 6 (1+0+2+3)    | 14   |
| Katharina Innerhofer                                    | 15 km Einzel        | 48:10,0 min | 4 (0+2+0+2)    | 26   |
| Anna Juppe                                              | 15 km Einzel        | 48:42,2 min | 8 (1+3+1+3)    | 75   |
| Julia Schwaiger                                         | 7,5 km Sprint       | 23:16,2 min | 2 (1+1)        | 45   |
| Julia Schwaiger                                         | 10 km Verfolgung    | 40:42,2 min | 3 (0+0+1+2)    | 44   |
| Julia Schwaiger                                         | 15 km Einzel        | 52:49,7 min | 3 (2+1+0+0)    | 31   |
| Dunja Zdouc                                             | 7,5 km Sprint       | 25:32,1 min | 2 (0+2)        | 85   |
| Dunja Zdouc Lisa Hauser Anna Juppe Katharina Innerhofer | 4 × 6-km-Staffel    | 1:15:07,6 h | 3+7 (2+4 1+3)  | 9    |
| Männer                                                  |                     |             |                |      |
| Simon Eder                                              | 10 km Sprint        | 25:26,9 min | 1 (0+1)        | 18   |
| Simon Eder                                              | 12,5 km Verfolgung  | 44:18,7 min | 5 (0+2+2+1)    | 37   |
| Simon Eder                                              | 15 km Massenstart   | 40:10,8 min | 2 (2+0+0+0)    | 7    |
| Simon Eder                                              | 20 km Einzel        | 52:09,4 min | 2 (0+0+1+1)    | 20   |
| Patrick Jakob                                           | 10 km Sprint        | 27:10,9 min | 1 (0+1)        | 72   |
| David Komatz                                            | 10 km Sprint        | 27:02,5 min | 2 (0+2)        | 69   |
| David Komatz                                            | 20 km Einzel        | 54:24,1 min | 3 (1+0+1+1)    | 45   |
| Felix Leitner                                           | 10 km Sprint        | 26:33,8 min | 2 (1+1)        | 46   |
| Felix Leitner                                           | 12,5 km Verfolgung  | 42:16,3 min | 1 (0+1+0+0)    | 10   |
| Felix Leitner                                           | 15 km Massenstart   | 43:37,9 min | 7 (2+1+2+2)    | 29   |
| Felix Leitner                                           | 20 km Einzel        | 51:41,7 min | 1 (1+0+0+0)    | 16   |
| Harald Lemmerer                                         | 20 km Einzel        | 55:22,7 min | 4 (0+1+2+1)    | 57   |
| David Komatz Simon Eder Felix Leitner Harald Lemmerer   | 4 × 7,5-km-Staffel  | 1:23:31,9 h | 2+8 (0+2 2+5)  | 10   |
| Mixed                                                   |                     |             |                |      |
| Julia Schwaiger Lisa Hauser Simon Eder Felix Leitner    | 4 × 6-km-Staffel    | 1:08:44,2 h | 2+13 (1+6 1+7) | 10   |

### Bob
| Athleten                                                          | Wettbewerb | Lauf 1      | Lauf 1 | Lauf 2      | Lauf 2 | Lauf 3      | Lauf 3 | Lauf 4        | Lauf 4        | Gesamt      | Gesamt |
| Athleten                                                          | Wettbewerb | Zeit        | Rang   | Zeit        | Rang   | Zeit        | Rang   | Zeit          | Rang          | Zeit        | Rang   |
| ----------------------------------------------------------------- | ---------- | ----------- | ------ | ----------- | ------ | ----------- | ------ | ------------- | ------------- | ----------- | ------ |
| Frauen                                                            |            |             |        |             |        |             |        |               |               |             |        |
| Katrin Beierl                                                     | Monobob    | 1:05,39 min | 8      | 1:06,00 min | 13     | 1:06,57 min | 16     | 1:06,56 min   | 17            | 4:24,52 min | 14     |
| Katrin Beierl Jennifer Onasanya                                   | Zweierbob  | 1:01,91 min | 13     | 1:02,12 min | 12     | 1:01,89 min | 9      | 1:02,32 min   | 16            | 4:08,24 min | 10     |
| Männer                                                            |            |             |        |             |        |             |        |               |               |             |        |
| Benjamin Maier Markus Sammer                                      | Zweierbob  | 59,51 s     | 5      | 59,96 s     | 8      | 59,64 s     | 6      | 1:00,01 min   | 9             | 3:59,12 min | 5      |
| Markus Treichl Markus Glück                                       | Zweierbob  | 1:00,42 min | 26     | 1:00,52 min | 25     | 1:00,66 min | 27     | ausgeschieden | ausgeschieden | 3:01,60 min | 26     |
| Benjamin Maier Markus Sammer Kristian Huber Sascha Stepan         | Viererbob  | 58,76 s     | 8      | 59,46 s     | 11     | 59,17 s     | 11     | 1:00,10 min   | 20            | 3:57,49 min | 12     |
| Markus Treichl Markus Glück Robert Eckschlager Sebastian Mitterer | Viererbob  | 59,53 s     | 21     | 1:00,07 min | 24     | 59,59 s     | 21     | ausgeschieden | ausgeschieden | 2:59,19 min | 22     |

### Eiskunstlauf
| Athleten                      | Wettbewerbe | Kurzprogramm | Kurzprogramm | Kür           | Kür           | Gesamt | Gesamt |
| Athleten                      | Wettbewerbe | Punkte       | Rang         | Punkte        | Rang          | Punkte | Rang   |
| ----------------------------- | ----------- | ------------ | ------------ | ------------- | ------------- | ------ | ------ |
| Frauen                        |             |              |              |               |               |        |        |
| Olga Mikutina                 | Einzel      | 61,14        | 18           | 121,06        | 14            | 182,20 | 14     |
| Mixed                         |             |              |              |               |               |        |        |
| Miriam Ziegler Severin Kiefer | Paarlauf    | 51,96        | 18           | ausgeschieden | ausgeschieden | 51,96  | 18     |

### Eisschnelllauf
| Athleten       | Wettbewerbe | Zeit         | Rang |
| -------------- | ----------- | ------------ | ---- |
| Männer         |             |              |      |
| Gabriel Odor   | Massenstart | 7:50,25 min  | 10   |
| Frauen         |             |              |      |
| Vanessa Herzog | 500 m       | 37,28 s      | 4    |
| Vanessa Herzog | 1000 m      | 1:15,644 min | 8    |

Vanessa Herzog hatte zudem einen Startplatz im Massenstart, verzichtete jedoch im Hinblick auf fehlendes Training und die anstehende Eisschnelllauf-Sprintweltmeisterschaft auf einen Start.

### Freestyle-Skiing
| Athleten      | Wettbewerbe | Qualifikation | Qualifikation | Finale        | Finale        | Rang |
| Athleten      | Wettbewerbe | Punkte        | Rang          | Punkte        | Rang          | Rang |
| ------------- | ----------- | ------------- | ------------- | ------------- | ------------- | ---- |
| Frauen        |             |               |               |               |               |      |
| Laura Wallner | Slopestyle  | 30,70         | 25            | ausgeschieden | ausgeschieden | 25   |
| Laura Wallner | Big Air     | 68,50         | 23            | ausgeschieden | ausgeschieden | 23   |
| Lara Wolf     | Slopestyle  | 62,56         | 14            | ausgeschieden | ausgeschieden | 14   |
| Lara Wolf     | Big Air     | 91,50         | 21            | ausgeschieden | ausgeschieden | 21   |
| Männer        |             |               |               |               |               |      |
| Matěj Švancer | Big Air     | 89,50         | 26            | ausgeschieden | ausgeschieden | 26   |
| Matěj Švancer | Slopestyle  | 74,86         | 9             | 73,05         | 8             | 8    |
| Marco Ladner  | Halfpipe    | 53,50         | 17            | ausgeschieden | ausgeschieden | 17   |
| Daniel Bacher | Big Air     | 144,00        | 21            | ausgeschieden | ausgeschieden | 21   |
| Daniel Bacher | Slopestyle  | 63,60         | 17            | ausgeschieden | ausgeschieden | 17   |

| Athleten           | Wettbewerbe | Qualifikation | Qualifikation | Qualifikation | Qualifikation | Finale        | Finale        | Finale        | Finale        | Finale        | Finale        | Rang |
| Athleten           | Wettbewerbe | Runde 1       | Runde 1       | Runde 2       | Runde 2       | Runde 1       | Runde 1       | Runde 2       | Runde 2       | Runde 3       | Runde 3       | Rang |
| Athleten           | Wettbewerbe | Punkte        | Rang          | Punkte        | Rang          | Punkte        | Rang          | Punkte        | Rang          | Punkte        | Rang          | Rang |
| ------------------ | ----------- | ------------- | ------------- | ------------- | ------------- | ------------- | ------------- | ------------- | ------------- | ------------- | ------------- | ---- |
| Frauen             |             |               |               |               |               |               |               |               |               |               |               |      |
| Katharina Ramsauer | Buckelpiste | 56,18         | 24            | 55,76         | 19            | ausgeschieden | ausgeschieden | ausgeschieden | ausgeschieden | ausgeschieden | ausgeschieden | 29   |

| Athleten            | Wettbewerbe | Achtelfinale | Viertelfinale | Halbfinale    | Finale A/B    | Rang |
| Athleten            | Wettbewerbe | Rang         | Rang          | Rang          | Rang          | Rang |
| ------------------- | ----------- | ------------ | ------------- | ------------- | ------------- | ---- |
| Frauen              |             |              |               |               |               |      |
| Christina Födermayr | Skicross    | 3            | ausgeschieden | ausgeschieden | ausgeschieden | 22   |
| Andrea Limbacher    | Skicross    | 2            | 3             | ausgeschieden | ausgeschieden | 11   |
| Katrin Ofner        | Skicross    | 2            | 4             | ausgeschieden | ausgeschieden | 12   |
| Männer              |             |              |               |               |               |      |
| Adam Kappacher      | Skicross    | 3            | ausgeschieden | ausgeschieden | ausgeschieden | 22   |
| Johannes Rohrweck   | Skicross    | 2            | 2             | 3             | 3             | 7    |
| Tristan Takats      | Skicross    | 2            | 4             | ausgeschieden | ausgeschieden | 15   |
| Robert Winkler      | Skicross    | 4            | ausgeschieden | ausgeschieden | ausgeschieden | 30   |

### Nordische Kombination
| Athleten                                                          | Wettbewerb     | Skispringen | Skispringen | Skispringen | Langlauf    | Langlauf | Rang   |
| Athleten                                                          | Wettbewerb     | Weite       | Punkte      | Rang        | Zeit        | Rang     | Rang   |
| ----------------------------------------------------------------- | -------------- | ----------- | ----------- | ----------- | ----------- | -------- | ------ |
| Männer                                                            |                |             |             |             |             |          |        |
| Martin Fritz                                                      | Normalschanze  | 96,0 m      | 105,2       | 18          | 26:53,4 min | 14       | 12     |
| Franz-Josef Rehrl                                                 | Normalschanze  | 102,0 m     | 115,8       | 7           | 26:17,3 min | 17       | 9      |
| Franz-Josef Rehrl                                                 | Großschanze    | 135,5 m     | 121,9       | 6           | 27:10,2 min | 23       | 11     |
| Lukas Greiderer                                                   | Normalschanze  | 103,5 m     | 123,4       | 2           | 25:14,3 min | 7        | Bronze |
| Lukas Greiderer                                                   | Großschanze    | 129,0 m     | 11,28       | 11          | 25:37,1 min | 4        | 5      |
| Johannes Lamparter                                                | Normalschanze  | 100,0 m     | 116,9       | 5           | 25:16,7 min | 3        | 4      |
| Johannes Lamparter                                                | Großschanze    | 128,0 m     | 118,1       | 8           | 27:31,3 min | 8        | 6      |
| Mario Seidl                                                       | Großschanze    | 130,0 m     | 119,5       | 7           | 27:07,5 min | 21       | 13     |
| Martin Fritz Franz-Josef Rehrl Lukas Greiderer Johannes Lamparter | Teamwettbewerb | 532,0 m     | 475,4       | 1           | 51:44,7 min | 8        | 4      |

### Rennrodeln
| Athlet                                                  | Wettbewerb   | Lauf 1       | Lauf 1 | Lauf 2   | Lauf 2 | Lauf 3   | Lauf 3 | Lauf 4   | Lauf 4 | Gesamt       | Gesamt |
| Athlet                                                  | Wettbewerb   | Zeit         | Rang   | Zeit     | Rang   | Zeit     | Rang   | Zeit     | Rang   | Zeit         | Rang   |
| ------------------------------------------------------- | ------------ | ------------ | ------ | -------- | ------ | -------- | ------ | -------- | ------ | ------------ | ------ |
| Frauen                                                  |              |              |        |          |        |          |        |          |        |              |        |
| Madeleine Egle                                          | Einsitzer    | 59,342 s     | 17     | 58,493 s | 2      | 58,542 s | 5      | 58,432 s | 3      | 3:54,809 min | 4      |
| Hannah Prock                                            | Einsitzer    | 58,762 s     | 6      | 58,732 s | 5      | 58,532 s | 4      | 58,798 s | 9      | 3:54,824 min | 5      |
| Lisa Schulte                                            | Einsitzer    | 58,523 s     | 3      | 59,074 s | 12     | 58,646 s | 6      | 58,642 s | 6      | 3:54,885 min | 6      |
| Männer                                                  |              |              |        |          |        |          |        |          |        |              |        |
| David Gleirscher                                        | Einsitzer    | 57,407 s     | 6      | 58,240 s | 12     | 58,908 s | 26     | 58,617 s | 20     | 3:53,172 min | 15     |
| Nico Gleirscher                                         | Einsitzer    | 59,110 s     | 27     | 58,351 s | 14     | 57,370 s | 3      | 57,452 s | 5      | 3:52,283 min | 12     |
| Wolfgang Kindl                                          | Einsitzer    | 57,110 s     | 2      | 57,430 s | 1      | 57,117 s | 2      | 57,238 s | 2      | 3:48,895 min | Silber |
| Thomas Steu Lorenz Koller                               | Doppelsitzer | 58,426 s     | 3      | 58,639 s | 3      | —        | —      | —        | —      | 1:57,065 min | Bronze |
| Yannick Müller Armin Frauscher                          | Doppelsitzer | DNS 1        | DNS 1  | DNS 1    | DNS 1  | DNS 1    | DNS 1  | DNS 1    | DNS 1  | DNS 1        | DNS 1  |
| Mixed                                                   |              |              |        |          |        |          |        |          |        |              |        |
| Madeleine Egle Wolfgang Kindl Thomas Steu/Lorenz Koller | Teamstaffel  | 3:03,486 min | 2      | —        | —      | —        | —      | —        | —      | 3:03,486 min | Silber |

 1 Yannick Müller erlitt im Training einen Armbruch, weswegen das Team nicht am Wettkampf teilnehmen konnte.

### Skeleton
| Athlet               | Wettbewerbe | Lauf 1      | Lauf 1 | Lauf 2      | Lauf 2 | Lauf 3      | Lauf 3 | Lauf 4      | Lauf 4 | Gesamt      | Gesamt |
| Athlet               | Wettbewerbe | Zeit        | Rang   | Zeit        | Rang   | Zeit        | Rang   | Zeit        | Rang   | Zeit        | Rang   |
| -------------------- | ----------- | ----------- | ------ | ----------- | ------ | ----------- | ------ | ----------- | ------ | ----------- | ------ |
| Frauen               |             |             |        |             |        |             |        |             |        |             |        |
| Janine Flock         | Einzel      | 1:02,64 min | 14     | 1:02,72 min | 10     | 1:02,23 min | 8      | 1:02,45 min | 15     | 4:10,04 min | 10     |
| Männer               |             |             |        |             |        |             |        |             |        |             |        |
| Samuel Maier         | Einzel      | 1:01,36 min | 15     | 1:01,13 min | 11     | 1:01,05 min | 13     | 1:00,95 min | 11     | 4:04,49 min | 13     |
| Alexander Schlintner | Einzel      | 1:01,56 min | 16     | 1:01,73 min | 19     | 1:01,66 min | 19     | 1:01,24 min | 14     | 4:06,19 min | 17     |

### Ski Alpin
| Athleten              | Wettbewerbe        | 1. Lauf      | 1. Lauf      | 2. Lauf       | 2. Lauf       | Gesamt        | Gesamt        |
| Athleten              | Wettbewerbe        | Zeit         | Rang         | Zeit          | Rang          | Zeit          | Rang          |
| --------------------- | ------------------ | ------------ | ------------ | ------------- | ------------- | ------------- | ------------- |
| Frauen                |                    |              |              |               |               |               |               |
| Stephanie Brunner     | Riesenslalom       | DNF          | DNF          | ausgeschieden | ausgeschieden | ausgeschieden | ausgeschieden |
| Katharina Gallhuber   | Slalom             | 53,40 s      | 10           | 53,93 s       | 25            | 1:47,33 min   | 14            |
| Katharina Huber       | Slalom             | 53,54 s      | 12           | 53,38 s       | 18            | 1:46,92 min   | 12            |
| Katharina Huber       | Alpine Kombination | 1:35,68 min  | 19           | 53,12 s       | 2             | 2:28,80 min   | 5             |
| Cornelia Hütter       | Abfahrt            | —            | —            | —             | —             | 1:33,35 min   | 7             |
| Cornelia Hütter       | Super-G            | —            | —            | —             | —             | 1:14,19 min   | 8             |
| Katharina Liensberger | Slalom             | 52,83 s      | 7            | 52,23 s       | 2             | 1:45,06 min   | Silber        |
| Katharina Liensberger | Riesenslalom       | 59,34 s      | 13           | 58,90 s       | 17            | 1:58,24 min   | 15            |
| Mirjam Puchner        | Abfahrt            | —            | —            | —             | —             | 1:33,45 min   | 8             |
| Mirjam Puchner        | Super-G            | —            | —            | —             | —             | 1:13,73 min   | Silber        |
| Ariane Rädler         | Super-G            | —            | —            | —             | —             | 1:15,33 min   | 20            |
| Christine Scheyer     | Alpine Kombination | 1:32,42 min  | 1            | 56,83 s       | 7             | 2:29,25 min   | 6             |
| Ramona Siebenhofer    | Abfahrt            | —            | —            | —             | —             | 1:33,81 min   | 12            |
| Ramona Siebenhofer    | Alpine Kombination | 1:32,56 min  | 3            | 57,13 s       | 10            | 2:29,69 min   | 7             |
| Ramona Siebenhofer    | Riesenslalom       | 59,86 s      | 19           | DNF           | DNF           | ausgeschieden | ausgeschieden |
| Tamara Tippler        | Abfahrt            | —            | —            | —             | —             | 1:34,39 min   | 19            |
| Tamara Tippler        | Super-G            | —            | —            | —             | —             | 1:13,84 min   | 4             |
| Katharina Truppe      | Riesenslalom       | 57,86 s      | 2            | 58,63 s       | 14            | 1:56,49 min   | 4             |
| Katharina Truppe      | Slalom             | DNF          | DNF          | ausgeschieden | ausgeschieden | ausgeschieden | ausgeschieden |
| Männer                |                    |              |              |               |               |               |               |
| Stefan Brennsteiner   | Riesenslalom       | 1:02,97 min  | 2            | 1:22,01 min   | 40            | 2:24,98 min   | 27            |
| Manuel Feller         | Slalom             | DNF          | DNF          | ausgeschieden | ausgeschieden | ausgeschieden | ausgeschieden |
| Manuel Feller         | Riesenslalom       | 1:03,67 min  | 7            | DNF           | DNF           | ausgeschieden | ausgeschieden |
| Max Franz             | Abfahrt            | —            | —            | —             | —             | 1:43,52 min   | 9             |
| Max Franz             | Super-G            | —            | —            | —             | —             | DNF           | DNF           |
| Raphael Haaser        | Alpine Kombination | 1:44,63 min  | 10           | 48,64 s       | 4             | 2:33,27 min   | 7             |
| Raphael Haaser        | Super-G            | —            | —            | —             | —             | DNF           | DNF           |
| Raphael Haaser        | Riesenslalom       | 1:04,99 min  | 17           | 1:07,40 min   | 9             | 2:12,39 min   | 11            |
| Daniel Hemetsberger   | Abfahrt            | —            | —            | —             | —             | 1:44,59 min   | 21            |
| Vincent Kriechmayr    | Abfahrt            | —            | —            | —             | —             | 1:43,45 min   | 8             |
| Vincent Kriechmayr    | Super-G            | —            | —            | —             | —             | 1:20,70 min   | 5             |
| Michael Matt          | Slalom             | 54,36 s      | 7            | DNF           | DNF           | ausgeschieden | ausgeschieden |
| Matthias Mayer        | Abfahrt            | —            | —            | —             | —             | 1:42,69 min   | Bronze        |
| Matthias Mayer        | Super-G            | —            | —            | —             | —             | 1:19,94 min   | Gold          |
| Marco Schwarz         | Riesenslalom       | 1:05,04 min  | 18           | 1:07,43 min   | 11            | 2:12,47 min   | 14            |
| Marco Schwarz         | Slalom             | 56,26 s      | 25           | 50,35 s       | 5             | 1:46,61 min   | 17            |
| Marco Schwarz         | Alpine Kombination | 1:44,07 min  | 5            | 48,64 s       | 4             | 2:32,71 min   | 5             |
| Otmar Striedinger     | ohne Einsatz       | ohne Einsatz | ohne Einsatz | ohne Einsatz  | ohne Einsatz  | ohne Einsatz  | ohne Einsatz  |
| Johannes Strolz       | Slalom             | 53,92 s      | 1            | 50,78 s       | 13            | 1:44,70 min   | Silber        |
| Johannes Strolz       | Alpine Kombination | 1:43,87 min  | 4            | 47,56 s       | 1             | 2:31,43 min   | Gold          |

| Athleten                                                                                                | Wettbewerbe           | Achtelfinale | Achtelfinale | Viertelfinale | Viertelfinale | Halbfinale | Halbfinale | Finale/Platz 3 | Finale/Platz 3 | Rang |
| Athleten                                                                                                | Wettbewerbe           | Gegner       | Punkte       | Gegner        | Punkte        | Gegner     | Punkte     | Gegner         | Punkte         | Rang |
| --- | --------------------- | ------------ | ------------ | ------------- | ------------- | ---------- | ---------- | -------------- | -------------- | ---- |
| Mixed                                                                                                   |                       |              |              |               |               |            |            |                |                |      |
| Katharina Huber Katharina Liensberger Katharina Truppe Stefan Brennsteiner Michael Matt Johannes Strolz | Mannschaftswettbewerb | Freilos      | Freilos      | Slowenien     | 3:1           | Norwegen   | 2:2 1      | Deutschland    | 2:2 1          | Gold |

 1Sieg aufgrund der schnelleren Laufzeit

### Skilanglauf
| Athleten         | Wettbewerbe     | Zeit        | Rang   |
| ---------------- | --------------- | ----------- | ------ |
| Frauen           |                 |             |        |
| Teresa Stadlober | 10 km klassisch | 29:16,9 min | 9      |
| Teresa Stadlober | 15 km Skiathlon | 44:44,2 min | Bronze |
| Teresa Stadlober | 30 km Freistil  | 1:28:36,5 h | 11     |
| Lisa Unterweger  | 10 km klassisch | 31:02,1 min | 31     |
| Männer           |                 |             |        |
| Mika Vermeulen   | 15 km klassisch | 40:37,8 min | 23     |
| Mika Vermeulen   | 30 km Skiathlon | 1:20:40,0 h | 16     |

| Athleten                         | Wettbewerbe | Qualifikation | Qualifikation | Viertelfinale | Viertelfinale | Halbfinale    | Halbfinale    | Finale        | Finale        | Rang |
| Athleten                         | Wettbewerbe | Zeit          | Rang          | Zeit          | Rang          | Zeit          | Rang          | Zeit          | Rang          | Rang |
| -------------------------------- | ----------- | ------------- | ------------- | ------------- | ------------- | ------------- | ------------- | ------------- | ------------- | ---- |
| Frauen                           |             |               |               |               |               |               |               |               |               |      |
| Lisa Unterweger                  | Sprint      | 3:24,83 min   | 34            | ausgeschieden | ausgeschieden | ausgeschieden | ausgeschieden | ausgeschieden | ausgeschieden | 34   |
| Lisa Unterweger Teresa Stadlober | Team-Sprint | —             | —             | —             | —             | 23:08,34 min  | 3             | 22:55,25 min  | 6             | 6    |
| Männer                           |             |               |               |               |               |               |               |               |               |      |
| Benjamin Moser                   | Sprint      | 2:58,07 min   | 43            | ausgeschieden | ausgeschieden | ausgeschieden | ausgeschieden | ausgeschieden | ausgeschieden | 43   |
| Michael Föttinger                | Sprint      | 2:56,58 min   | 39            | ausgeschieden | ausgeschieden | ausgeschieden | ausgeschieden | ausgeschieden | ausgeschieden | 39   |
| Benjamin Moser Michael Föttinger | Team-Sprint | —             | —             | —             | —             | 20:07,78 min  | 4             | 21:15,00 min  | 10            | 10   |

### Skispringen
| Athleten                                                     | Wettbewerb             | Qualifikation   | Qualifikation   | Qualifikation   | 1. Durchgang                    | 1. Durchgang    | 1. Durchgang    | 2. Durchgang                    | 2. Durchgang    | 2. Durchgang    | Gesamt          | Gesamt          |
| Athleten                                                     | Wettbewerb             | Weite           | Punkte          | Rang            | Weite                           | Punkte          | Rang            | Weite                           | Punkte          | Rang            | Punkte          | Rang            |
| ------------------------------------------------------------ | ---------------------- | --------------- | --------------- | --------------- | ------------------------------- | --------------- | --------------- | ------------------------------- | --------------- | --------------- | --------------- | --------------- |
| Frauen                                                       |                        |                 |                 |                 |                                 |                 |                 |                                 |                 |                 |                 |                 |
| Lisa Eder                                                    | Normalschanze          | —               | —               | —               | 92,0 m                          | 92,3            | 15              | 90,0 m                          | 101,1           | 7               | 193,4           | 8               |
| Daniela Iraschko-Stolz                                       | Normalschanze          | —               | —               | —               | 91,5 m                          | 94,1            | 14              | 80,5 m                          | 83,9            | 16              | 178,0           | 12              |
| Eva Pinkelnig                                                | Normalschanze          | —               | —               | —               | 87,0 m                          | 83,9            | 18              | 84,0 m                          | 82,6            | 17              | 166,5           | 20              |
| Sophie Sorschag                                              | Normalschanze          | —               | —               | —               | DSQ                             | DSQ             | DSQ             | ausgeschieden                   | ausgeschieden   | ausgeschieden   | ausgeschieden   | ausgeschieden   |
| Männer                                                       |                        |                 |                 |                 |                                 |                 |                 |                                 |                 |                 |                 |                 |
| Manuel Fettner                                               | Normalschanze          | 102,0 m         | 107,5           | 6               | 102,5 m                         | 134,5           | 5               | 104,0 m                         | 136,3           | 1               | 270,0           | Silber          |
| Manuel Fettner                                               | Großschanze            | 128,0 m         | 120,5           | 11              | 138,5 m                         | 138,0           | 5               | 134,0 m                         | 134,7           | 12              | 272,7           | 7               |
| Jan Hörl                                                     | Normalschanze          | 87,0 m          | 78,5            | 37              | 98,0 m                          | 128,9           | 15              | 97,0 m                          | 119,9           | 20              | 248,8           | 19              |
| Jan Hörl                                                     | Großschanze            | 127,0 m         | 117,0           | 15              | 160,0 m                         | 135,6           | 7               | 137,0 m                         | 135,4           | 11              | 270,9           | 9               |
| Daniel Huber                                                 | Normalschanze          | 90,0 m          | 90,8            | 23              | 96,0 m                          | 128,1           | 19              | 101,5 m                         | 125,5           | 10              | 253,6           | 13              |
| Daniel Huber                                                 | Großschanze            | 126,0 m         | 117,7           | 14              | 133,0 m                         | 127,4           | 19              | 132,5 m                         | 127,7           | 22              | 255,1           | 20              |
| Stefan Kraft                                                 | Normalschanze          | 100,0 m         | 108,5           | 5               | 98,0 m                          | 129,2           | 14              | 99,5 m                          | 128,9           | 6               | 258,1           | 10              |
| Stefan Kraft                                                 | Großschanze            | 128,5 m         | 127,6           | 4               | 131,5 m                         | 127,9           | 19              | 136,5 m                         | 136,2           | 10              | 264,1           | 13              |
| Daniel Tschofenig                                            | keine Teilnahme        | keine Teilnahme | keine Teilnahme | keine Teilnahme | keine Teilnahme                 | keine Teilnahme | keine Teilnahme | keine Teilnahme                 | keine Teilnahme | keine Teilnahme | keine Teilnahme | keine Teilnahme |
| Stefan Kraft Daniel Huber Jan Hörl Manuel Fettner            | Großschanze Mannschaft | —               | —               | —               | 127,5 m 130,5 m 133,0 m 128,0 m | 458,4           | 2               | 121,5 m 129,0 m 137,5 m 128,0 m | 484,3           | 1               | 942,7           | Gold            |
| Mixed                                                        |                        |                 |                 |                 |                                 |                 |                 |                                 |                 |                 |                 |                 |
| Lisa Eder Daniela Iraschko-Stolz Manuel Fettner Stefan Kraft | Normalschanze Mixed    | —               | —               | —               | 96,0 m DSQ 101,0 m 102,0 m      | 370,7           | 6               | 90,5 m 84,0 m 102,0 m           | 447,3           | 3               | 818,0           | 5               |

Die ursprünglich nominierten Marita Kramer und Jacqueline Seifriedsberger konnten aufgrund einer Infektion mit COVID-19 nicht teilnehmen. Die nachnominierte Sophie Sorschag wurde aufgrund eines nicht regelkonformen Anzugs disqualifiziert, da sie die Sponsoren abgeklebt hatte.
Daniela Iraschko-Stolz wurde im 1. Durchgang des Mixed-Teambewerbs bei der Materialkontrolle aufgrund eines nicht eng genug anliegenden Hüftbands disqualifiziert.

### Snowboard
| Athleten         | Wettbewerbe | Qualifikation | Qualifikation | Finale        | Finale        | Rang |
| Athleten         | Wettbewerbe | Punkte        | Rang          | Punkte        | Rang          | Rang |
| ---------------- | ----------- | ------------- | ------------- | ------------- | ------------- | ---- |
| Frauen           |             |               |               |               |               |      |
| Anna Gasser      | Slopestyle  | 75,00         | 4             | 75,33         | 6             | 6    |
| Anna Gasser      | Big Air     | 153,50        | 6             | 185,50        | 1             | Gold |
| Männer           |             |               |               |               |               |      |
| Clemens Millauer | Slopestyle  | 38,71         | 27            | ausgeschieden | ausgeschieden | 27   |
| Clemens Millauer | Big Air     | DNS           | DNS           | DNS           | DNS           | DNS  |

Clemens Millauer zog sich im Training für den Big-Air-Wettbewerb einen Knöchelbruch zu und konnte nicht starten.
| Athleten           | Wettbewerbe           | Qualifikation | Qualifikation | Achtelfinale  | Achtelfinale  | Viertelfinale | Viertelfinale | Halbfinale    | Halbfinale    | Finale        | Finale        | Rang   |
| Athleten           | Wettbewerbe           | Zeit          | Rang          | Gegner        | Zeit          | Gegner        | Zeit          | Gegner        | Zeit          | Gegner        | Zeit          | Rang   |
| ------------------ | --------------------- | ------------- | ------------- | ------------- | ------------- | ------------- | ------------- | ------------- | ------------- | ------------- | ------------- | ------ |
| Frauen             |                       |               |               |               |               |               |               |               |               |               |               |        |
| Julia Dujmovits    | Parallel-Riesenslalom | 1:27,43 min   | 5             | Kummer        | −0,20 s       | Dekker        | +4,29 s       | ausgeschieden | ausgeschieden | ausgeschieden | ausgeschieden | 6      |
| Sabine Schöffmann  | Parallel-Riesenslalom | DNS           | DNS           | DNS           | DNS           | DNS           | DNS           | DNS           | DNS           | DNS           | DNS           | DNS    |
| Daniela Ulbing     | Parallel-Riesenslalom | 1:27,77 min   | 7             | Farrell       | −0,50 s       | Hofmeister    | −0,14 s       | Kotnik        | −0,21 s       | Ledecká       | DNF           | Silber |
| Männer             |                       |               |               |               |               |               |               |               |               |               |               |        |
| Benjamin Karl      | Parallel-Riesenslalom | 1:21,25 min   | 2             | Jankow        | −0,36 s       | Payer         | −1,57 s       | Fischnaller   | DNF           | Mastnak       | −0,82 s       | Gold   |
| Lukas Mathies      | Parallel-Riesenslalom | 1:23,75 min   | 23            | ausgeschieden | ausgeschieden | ausgeschieden | ausgeschieden | ausgeschieden | ausgeschieden | ausgeschieden | ausgeschieden | 23     |
| Alexander Payer    | Parallel-Riesenslalom | 1:22,10 min   | 10            | Nowaczyk      | −0,09 s       | Karl          | +1,57 s       | ausgeschieden | ausgeschieden | ausgeschieden | ausgeschieden | 6      |
| Andreas Prommegger | Parallel-Riesenslalom | 1:21,37 min   | 3             | Caviezel      | −0,16 s       | Fischnaller   | +0,51 s       | ausgeschieden | ausgeschieden | ausgeschieden | ausgeschieden | 8      |

Sabine Schöffmann war ursprünglich als dritte Athletin im Parallel-Riesenslalom vorgesehen. Aufgrund einer Infektion mit COVID-19 konnte sie jedoch teilnehmen.
| Athleten                         | Wettbewerbe    | Qualifikation | Qualifikation | Achtelfinale | Viertelfinale | Halbfinale    | Finale A/B    | Rang |
| Athleten                         | Wettbewerbe    | Zeit          | Rang          | Rang         | Rang          | Rang          | Rang          | Rang |
| -------------------------------- | -------------- | ------------- | ------------- | ------------ | ------------- | ------------- | ------------- | ---- |
| Frauen                           |                |               |               |              |               |               |               |      |
| Pia Zerkhold                     | Snowboardcross | 1:24,53 min   | 9             | 4            | ausgeschieden | ausgeschieden | ausgeschieden | 25   |
| Männer                           |                |               |               |              |               |               |               |      |
| Jakob Dusek                      | Snowboardcross | 1:17,05 min   | 3             | 4            | ausgeschieden | ausgeschieden | ausgeschieden | 25   |
| Alessandro Hämmerle              | Snowboardcross | 1:17,24 min   | 4             | 2            | 1             | 2             | 1             | Gold |
| Julian Lüftner                   | Snowboardcross | 1:17,00 min   | 2             | 2            | 1             | 1             | 4             | 4    |
| Lukas Pachner                    | Snowboardcross | 1:18,49 min   | 14            | 3            | ausgeschieden | ausgeschieden | ausgeschieden | 20   |
| Mixed                            |                |               |               |              |               |               |               |      |
| Alessandro Hämmerle Pia Zerkhold | Snowboardcross | —             | —             | —            | 4             | ausgeschieden | ausgeschieden | 13   |